# 圣米迦勒和圣乔治宫

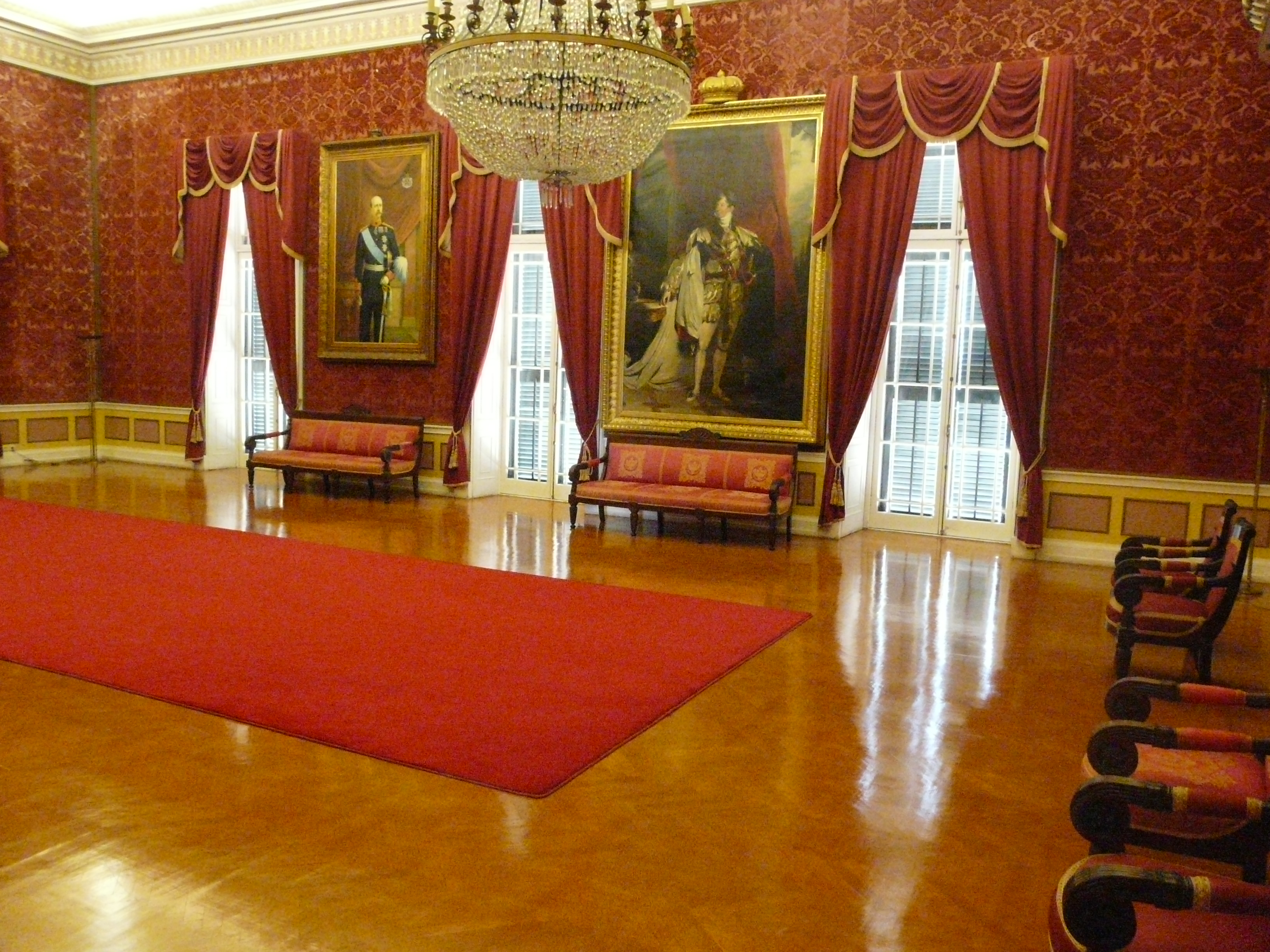

圣米迦勒和圣乔治宫（英语：Palace of St. Michael and St. George；希腊语：Παλαιά Ανάκτορα，Palaia Anaktora，意为旧宫）是希腊科孚岛科孚市的一座宫殿，位于科孚的老城区和威尼斯共和国要塞之间。现在为亚洲艺术博物馆。

## 历史
圣米迦勒和圣乔治宫由爱奥尼亚群岛合众国的英国高级专员托马斯·梅特兰爵士兴建，作为高级专员的住所，及圣米迦勒及圣乔治勋章所在地。1819年圣乔治节举行奠基仪式。
1864年科孚岛并入希腊王国后，圣米迦勒和圣乔治宫成为希腊王室住所，直到第二次世界大战。在科孚事件期间，意大利轰炸科孚，该建筑得以幸存。希腊内战中该建筑作为临时难民驻地而遭受破坏。希腊政府于1954年在当时的英国驻希腊大使查尔斯·皮克的帮助下修复了宫殿。1967年以前，希腊国王在住在附近的Mon Repos别墅时，会偶尔使用宫殿。
圣米迦勒和圣乔治宫为摄政风格。由英国建筑师乔治·惠特莫尔设计，使用白色马耳他石建造。宫殿两侧为圣米迦勒门和圣乔治门。宫殿为1994年欧盟首脑会议进行了翻修。

## 画廊

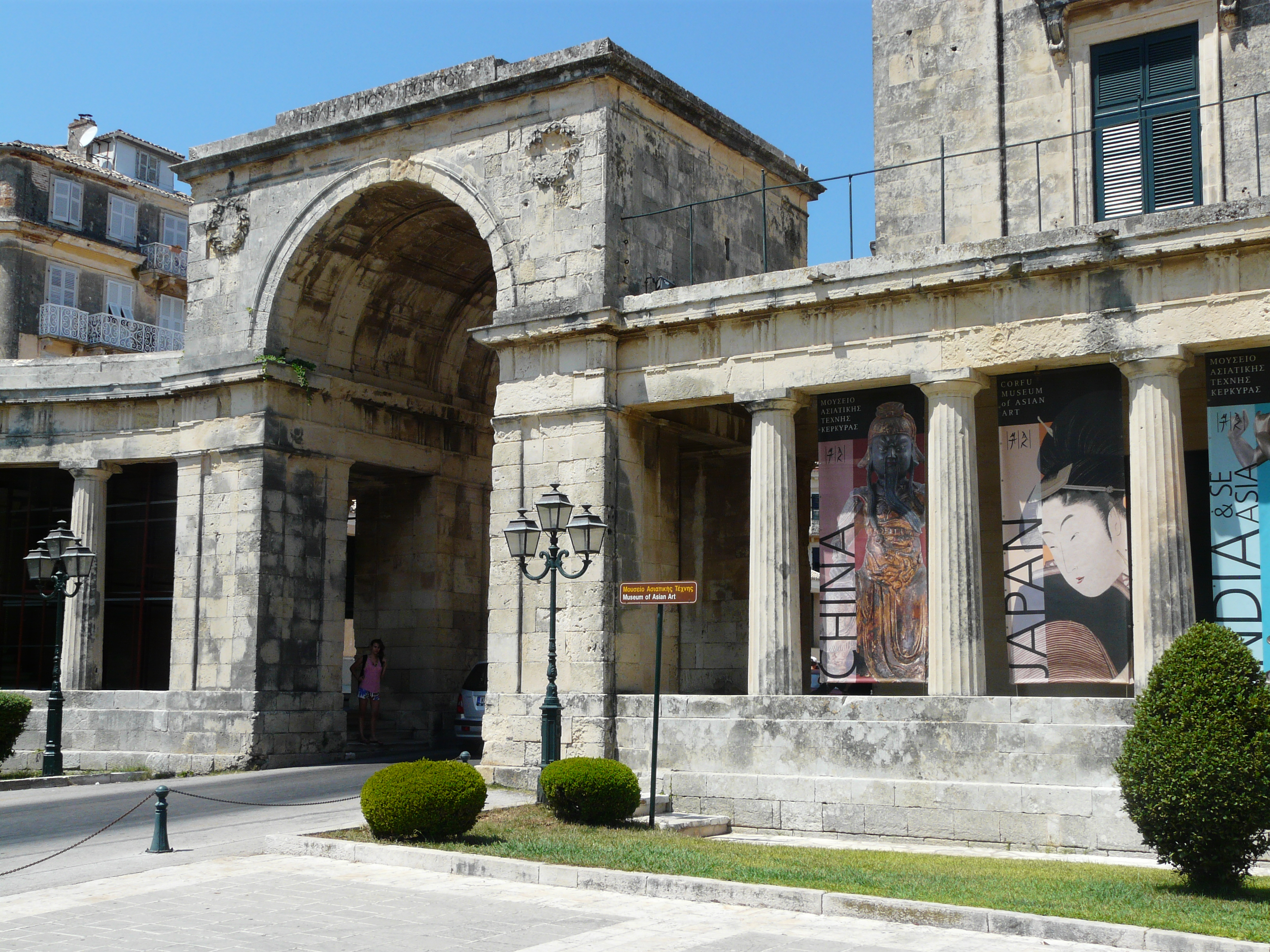
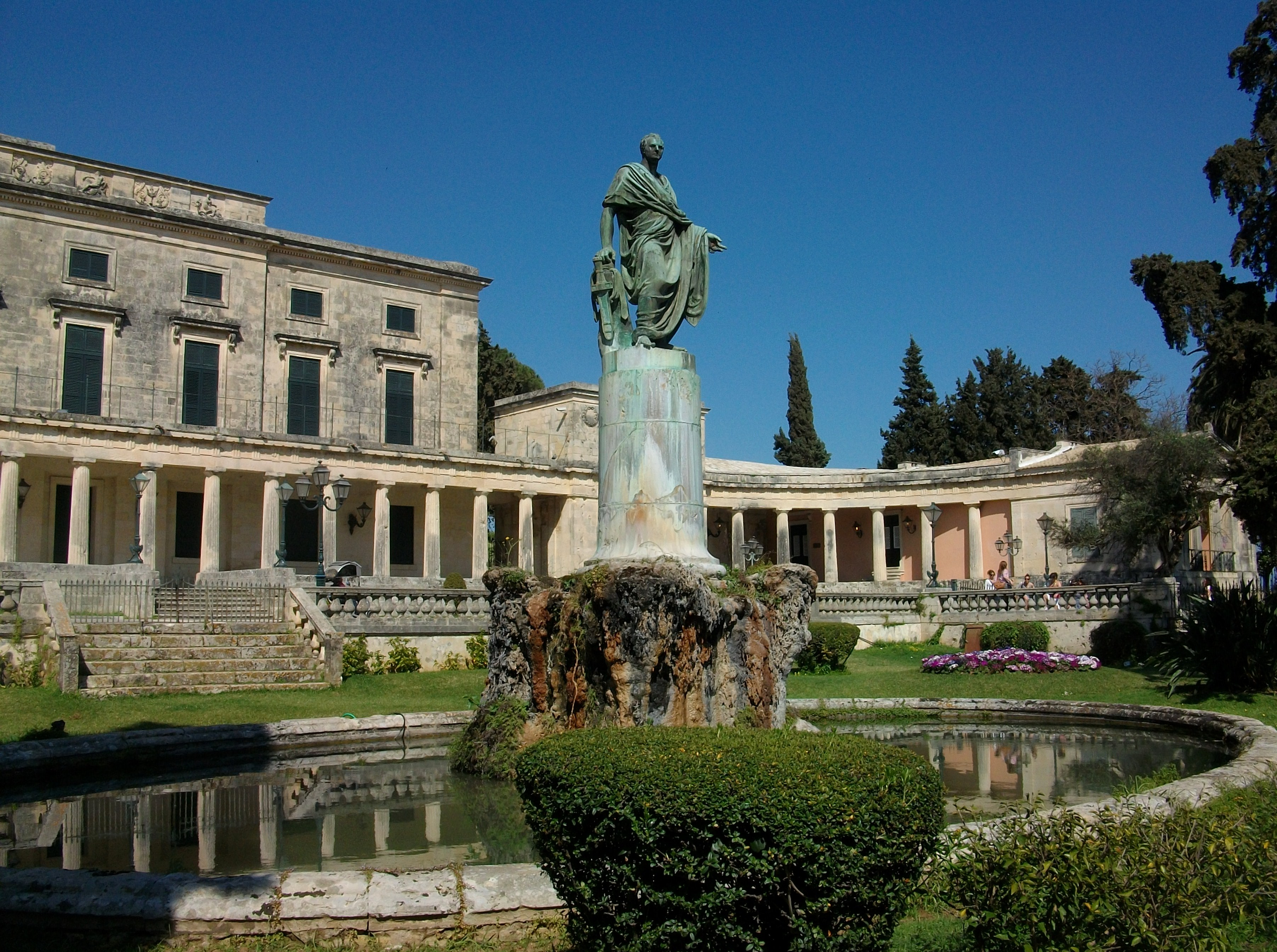
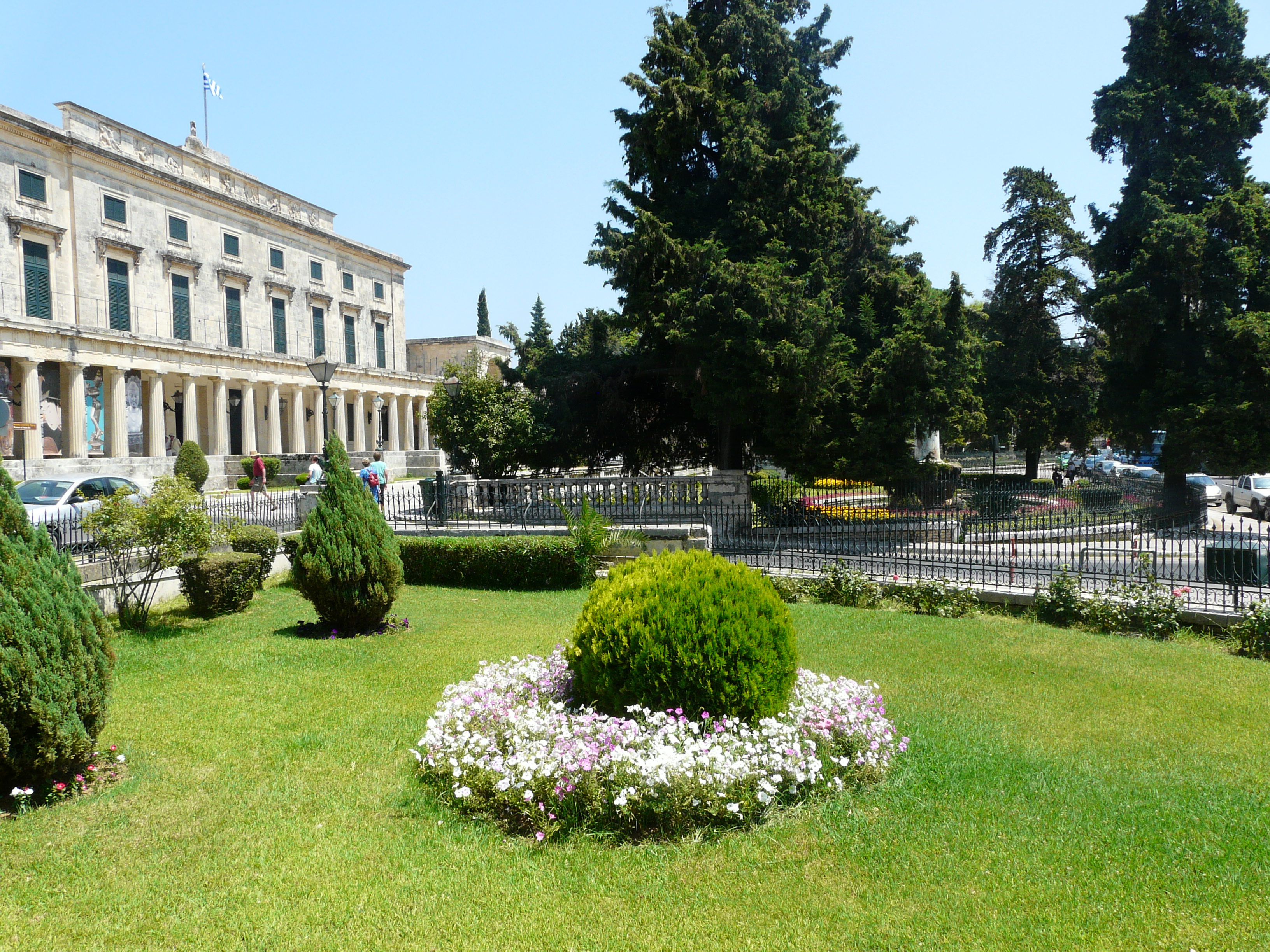
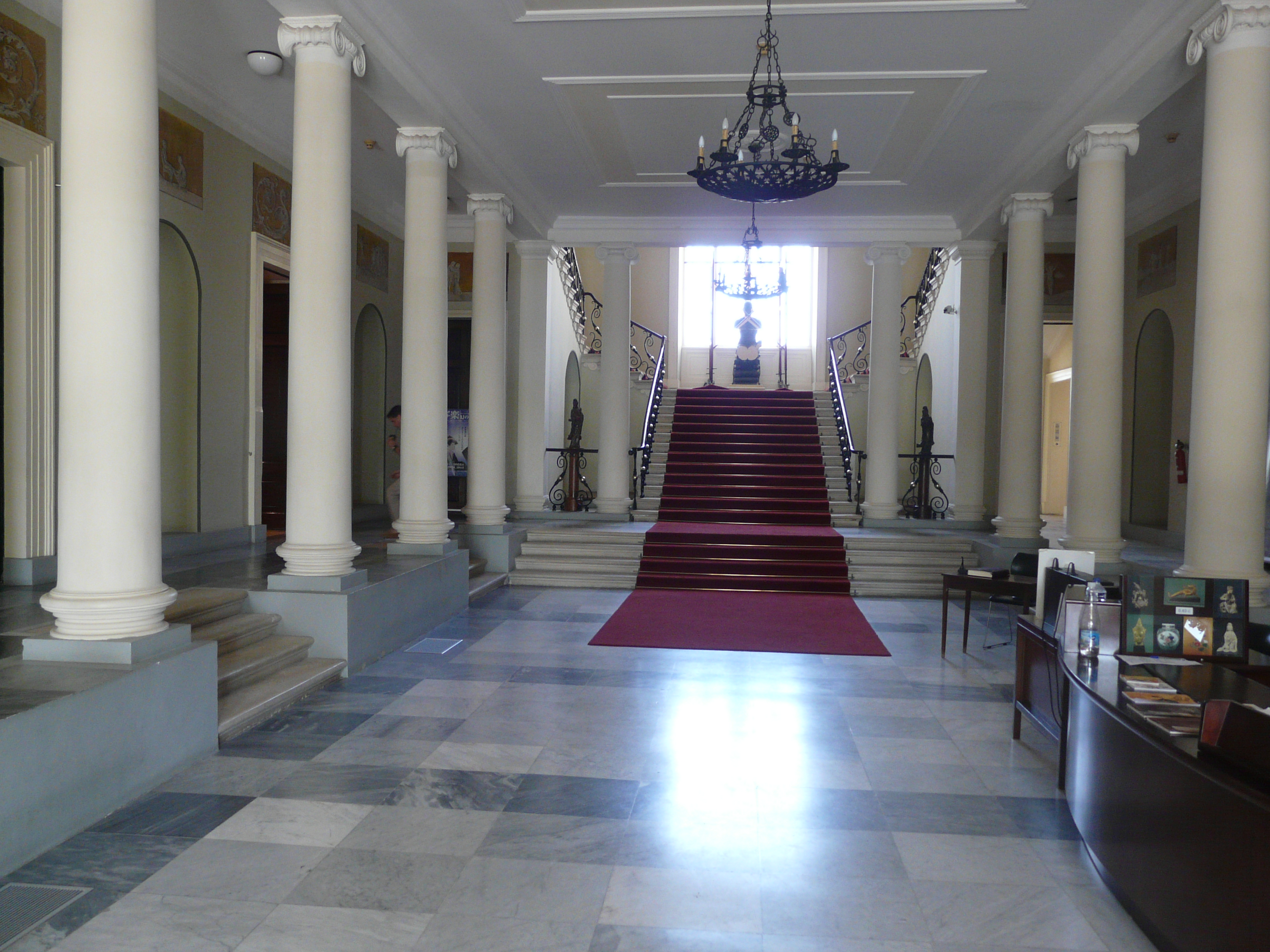
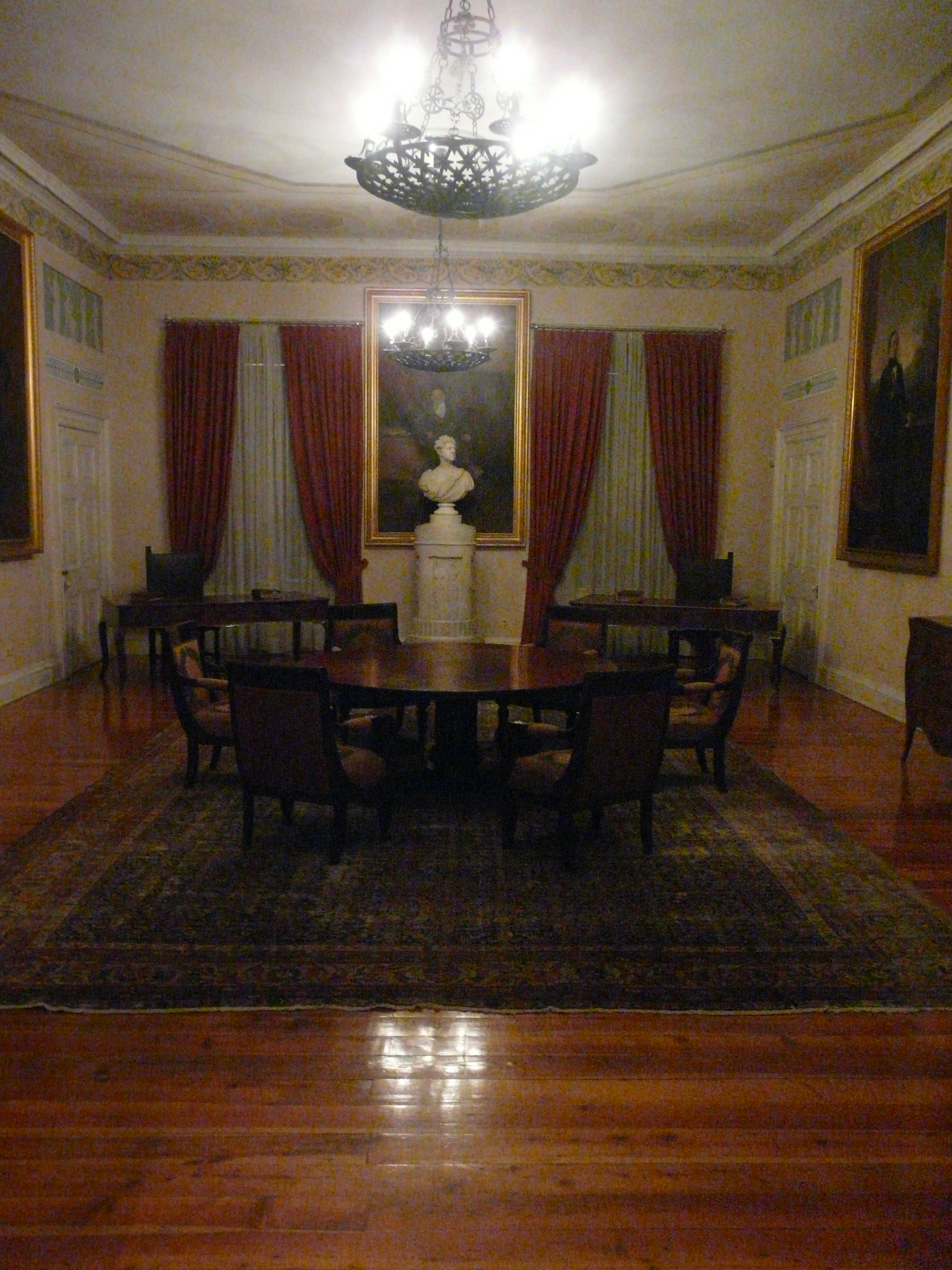